# 久世駅
久世駅（くせえき）は、岡山県真庭市久世にある、西日本旅客鉄道（JR西日本）姫新線の駅である。
真庭市役所の最寄り駅でありJTB時刻表では真庭市の代表駅とされているが、乗降人員は隣の中国勝山駅の方が多い。

## 歴史
- 1924年（大正13年）5月1日：鉄道省作備線（現・姫新線）美作追分駅 - 当駅間延伸時に終着駅として開設[1][2]。
  - 当時の所在地表示は岡山県真庭郡久世町久世であった[1][2]。
- 1925年（大正14年）3月15日：作備線当駅 - 中国勝山駅間延伸、途中駅となる[3]。
- 1929年（昭和4年）4月14日：作備西線開業に伴い、作備線が作備東線に改称され、当駅もその所属となる[4]。
- 1930年（昭和5年）12月11日：津山駅 - 当駅 - 新見駅間全通に伴い[5]、作備東線が作備線の一部となり、当駅もその所属となる[6]。
- 1936年（昭和11年）10月10日：作備線が姫新線の一部となり、当駅もその所属となる[7]。
- 1973年（昭和48年）5月13日：貨物取扱廃止[1]。
- 1985年（昭和60年）3月14日：荷物扱い廃止[1]。
- 1986年（昭和61年）11月1日：簡易委託駅化[8]。
- 1987年（昭和62年）4月1日：国鉄分割民営化に伴い、JR西日本の駅となる[1]。

## 駅構造

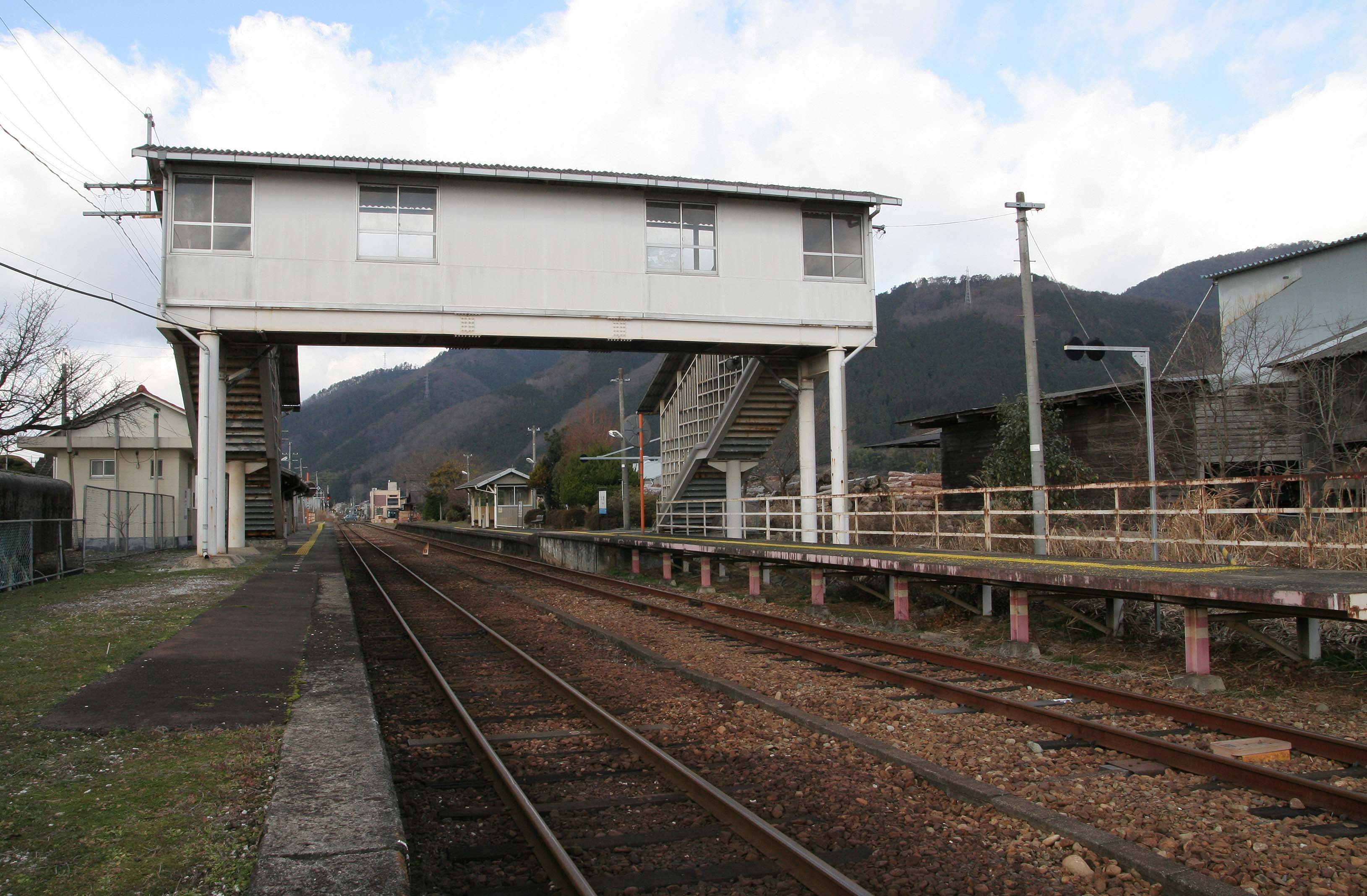
構内（2008年1月）

相対式ホーム2面2線を有する列車交換可能な地上駅。古くからの駅舎が残っており、ホーム側に駅舎と一体化した木造ベンチがある。駅舎は新見方面行ホーム側にあり、両ホームは跨線橋で連絡している。
津山駅管理の簡易委託駅。日中の一部時間帯のみ窓口で発券が行われている。

### のりば
| のりば | 路線   | 方向 | 行先               |
| ------ | ------ | ---- | ------------------ |
| 1      | 姫新線 | 下り | 中国勝山・新見方面 |
| 2      | 姫新線 | 上り | 津山・佐用方面     |

## 利用状況
近年の1日平均乗車人員の推移は以下の通り。
| 乗車人員推移     | 乗車人員推移 |
| 年度             | 1日平均人数  |
| ---------------- | ------------ |
| 1999（平成11年） | 340          |
| 2000（平成12年） | 319          |
| 2001（平成13年） | 299          |
| 2002（平成14年） | 281          |
| 2003（平成15年） | 255          |
| 2004（平成16年） | 239          |
| 2005（平成17年） | 240          |
| 2006（平成18年） | 221          |
| 2007（平成19年） | 195          |
| 2008（平成20年） | 177          |
| 2009（平成21年） | 178          |
| 2010（平成22年） | 191          |
| 2011（平成23年） | 205          |
| 2012（平成24年） | 210          |
| 2013（平成25年） | 224          |
| 2014（平成26年） | 211          |
| 2015（平成27年） | 225          |
| 2016（平成28年） | 220          |
| 2017（平成29年） | 212          |
| 2018（平成30年） | 186          |
| 2019（令和元年） | 205          |
| 2020（令和02年） | 187          |
| 2021（令和03年） | 180          |

## 駅周辺
周辺は久世の市街地のやや外れに位置するものの、大きな町並みが広がりスーパー等もある。タクシーの待ち合わせがある。
- 真庭市役所本庁
- 久世郵便局
- トマト銀行 久世支店
- 久世ロマンチックタウンアルティ
  - マルイ アルティ店
  - エディオン アルティ
- ゆめタウン久世
- 真庭市立遷喬小学校
- 旧遷喬尋常小学校校舎
- ディオ 久世店
- 岡山県立真庭高等学校久世校地
- 旧遷喬尋常小学校校舎
- 国道181号
- 国道313号
- 岡山県道203号久世停車場線
- 真庭市交流定住センター
- 業務スーパー久世店（仮称、エブリイがフランチャイジー、2024年夏頃開店予定[11])

## バス路線
バスのりばは、駅から150m南側の国道181号沿いにある「久世駅前」停留所と、駅前広場の「久世駅」停留所の2ヶ所がある。
「久世駅前」停留所からは中国勝山駅方面や、天満屋バスセンター方面の岡山 - 勝山線（中鉄北部バス、両方向乗降可能）が連絡する。コミュニティバスについては、主に幹線路線が停車する。国道181号沿いの中山病院前にあり、方面により道の北側（中山病院側）と南側（国道181号を挟んで反対側）に分かれている。また、「久世駅」停留所を発着する旭川さくらバスの1便は福渡駅（津山線）方面岡山市バスへ接続する。
| のりば                  | 運行事業者                             | 行先 | 備考 |
| 久世駅前                | 久世駅前                               | 久世駅前 | 久世駅前 |
| 路線バス・高速バス      | 路線バス・高速バス                     | 路線バス・高速バス | 路線バス・高速バス |
| ----------------------- | -------------------------------------- | --- | --- |
| 津山方面 （中山病院側） | 中鉄北部バス                           | 岡山 - 勝山線：岡山駅・天満屋バスステーション                                                                             | 落合上町までは全停留所停車 |
| 勝山方面 （反対側）     | 中鉄北部バス                           | 岡山 - 勝山線：中国勝山駅                                                                                                 | |
| コミュニティバス        |                                        | | |
| 津山方面 （中山病院側） | 真庭市コミュニティバス （まにわくん♡） | 29 新庄・久世ルート・30 蒜山・久世ルート：真庭市役所 23 勝山・追分ルート：美作追分駅                                      | 「23 勝山・追分ルート」は土日祝日運休 |
| 勝山方面 （反対側）     | 真庭市コミュニティバス （まにわくん♡） | 23 勝山・追分ルート：中国勝山駅・真庭中央図書館 29 新庄・久世ルート：梨瀬 30 蒜山・久世ルート：上福田・蒜山高原（休暇村） | 「23 勝山・追分ルート」は土日祝日運休 「30 蒜山・久世ルート」は一部宮田から26中曽・関金ルート関金温泉行に接続（関金温泉から日本交通倉吉駅行に接続） |
| 乗合タクシー            |                                        | | |
| 津山方面 （中山病院側） | 富乗合タクシー （やませみ号）          | 富振興センター | 勝山方面は降車のみ |
| 久世駅                  |                                        | | |
| コミュニティバス        |                                        | | |
| －                      | 旭川さくらバス                         | 栃原下 / 西川・旦土 | 1便は栃原下で御津・建部コミュニティバス八幡温泉郷行へ接続                                                                                           |

## 隣の駅
西日本旅客鉄道（JR西日本）
 姫新線
■快速
美作落合駅 - 久世駅 - 中国勝山駅
■普通
古見駅 - 久世駅 - 中国勝山駅